# Laevidentalium
Laevidentalium là một chi thuộc động vật thân mềm trong họ Laevidentaliidae.
Chi này có sự phân bố toàn cầu.

## Các loài
Các loài:
- Laevidentalium abyplaine V.Scarabino & F.Scarabino, 2011
- Laevidentalium ambiguum (Chenu, 1843)
- Laevidentalium coruscum (Pilsbry, 1905)
- Laevidentalium didymum (Watson, 1879)
- Laevidentalium eburneum (Linnaeus, 1767)
- Laevidentalium ensiforme (Chenu, 1842)
- Laevidentalium erectum (G.B.Sowerby II, 1860)
- Laevidentalium fodinense P.A.Maxwell, 1988
- Laevidentalium gofasi Scarabino, 1995
- Laevidentalium houbricki Scarabino, 1995
- Laevidentalium incertum (Deshayes, 1825)
- Laevidentalium jaffaense (Cotton & Ludbrook, 1938)
- Laevidentalium largicrescens (Tate, 1899)
- Laevidentalium leptosceles (R.B.Watson, 1879)
- Laevidentalium longitrorsum (Reeve, 1842)
- Laevidentalium lubricatum (G.B.Sowerby II, 1860)
- Laevidentalium marshae Lamprell & Healy, 1998
- Laevidentalium martyi Lamprell & Healy, 1998
- Laevidentalium morganianum Wilckens, 1922
- Laevidentalium philippinarum (Sowerby, 1860)
- Laevidentalium rectius (Carpenter, 1864)
- Laevidentalium translucidum (Deshayes, 1826)
- Laevidentalium waihoraense Emerson, 1954
- Laevidentalium wiesei Sahlmann, 2012
- Laevidentalium zeidleri Lamprell & Healy, 1998